# Collecteur Bussard
 (mai 2024).
Si vous disposez d'ouvrages ou d'articles de référence ou si vous connaissez des sites web de qualité traitant du thème abordé ici, merci de compléter l'article en donnant les références utiles à sa vérifiabilité et en les liant à la section « Notes et références ».

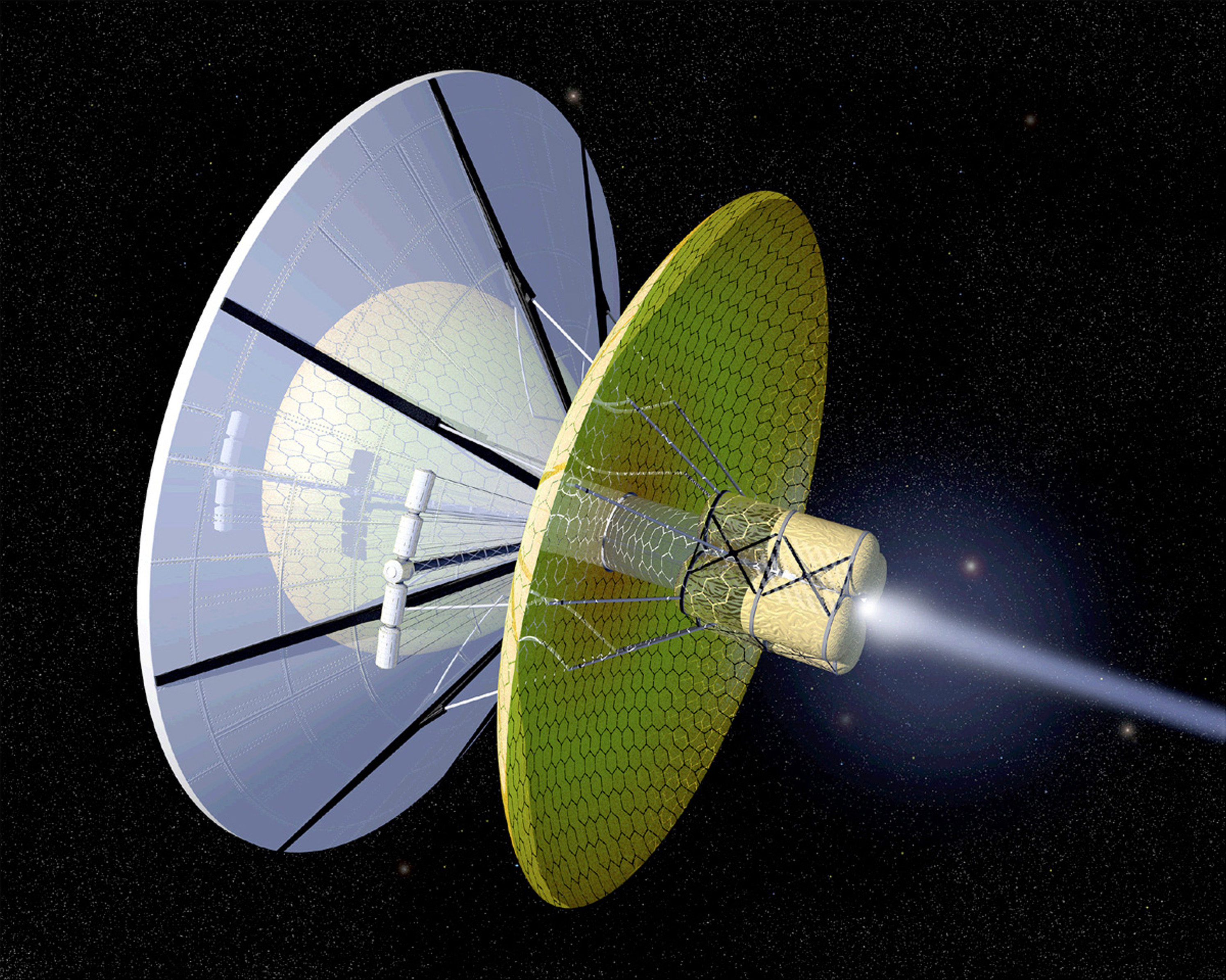
Exemple d'un réacteur Bussard

La méthode de propulsion de vaisseau spatial de statoréacteur Bussard a été proposée en 1960 par le physicien Robert W. Bussard.
Il s'agit d'une variante d'une fusée à fusion capable du vol spatial interstellaire rapide. Elle utiliserait d'immenses champs magnétiques (de l'ordre de plusieurs kilomètres de diamètre) pour collecter l'hydrogène du milieu interstellaire et le compresser jusqu'à atteindre les densités nécessaires à la fusion thermonucléaire.
Il s'agit donc d'un statoréacteur utilisant des champs magnétiques pour collecter et compresser le comburant (au lieu du carénage dans un statoréacteur classique) et la fusion nucléaire en lieu et place de la combustion atmosphérique entre oxygène et carburant.
La puissance dégagée par la fusion alimente le vaisseau en énergie, et les gaz produits par la fusion, éjectés à très haute température, servent à le propulser.

## Dans les œuvres de fiction
Le concept a été popularisé par Carl Sagan et utilisé dans de nombreux romans et séries de science-fiction.
Dans l'univers de fiction de Star Trek, les collecteurs Bussard sont des dispositifs situés à l'avant de chaque nacelle de distorsion utilisés pour collecter les atomes de deutérium présents sur la trajectoire des vaisseaux. Ce deutérium est utilisé comme combustible par les moteurs à distorsion et à impulsion du vaisseau. Il s'agit d'une collecte d'appoint qui ne remplace pas les escales de ravitaillement. Ces collecteurs peuvent aussi aspirer, stocker et rejeter d'autres types de gaz si nécessaire. 
La technologie est aussi utilisée dans le roman Tau Zéro (1970) de Poul Anderson pour expliquer comment le vaisseau spatial du roman est propulsé à une vitesse proche de celle de la lumière.